# Калныня, Резия
Ре́зия Ка́лныня (латыш. Rēzija Kalniņa; род. 23 декабря 1970, Рига) — латвийская актриса.

## Биография
Резия Калныня родилась 23 декабря 1970 года в Риге в семье композитора Иманта Калныньша и актрисы Хелги Данцберги.
Окончила факультет культуры и искусствознания Латвийской музыкальной академии имени Язепа Витола (1993). Актриса Театра Дайлес (с 1994 года). В этом театре актрисой сыграно более пятидесяти ролей в различных спектаклях.
Наиболее заметными стали роли Доны в пьесе «Йёста Берлинг» по роману Сельмы Лагерлёф (1993), Химены в пьесе «Сид» Пьера Корнеля (1995), Лебёдкиной в «Поздней любви» А. Н. Островского (2001), Дженетины и Маргарет в спектакле «Три сестры. Не Чехов» Дж. Дж. Джилинджера (1997).
Неоднократный лауреат латвийской театральной премии «Ночь лицедеев» в категориях «Лучшая начинающая актриса» (1995) и «Лучшая актриса» (2000, 2004, 2006, 2008). Обладатель приза национального кинофестиваля «Большой Кристап» за роль Маргиты в фильме «Верная рука» режиссёра Петериса Симмса.
Начальному этапу творчества актрисы посвящена книга театрального критика Гуннара Трейманиса «Резия, кто ты?» (латыш. Rēzij, kas tu esi?), напечатанная рижским издательством «Madris» в 2004 году.

## Творчество

### Роли в театре
Театр Дайлес
- 1997 — «Бабочки, бабочки» А. Николаи — Фока
- 1999 — «Фернандо Крапп написал мне письмо» Танкреда Дорста — Юлия
- 2000 — «Трамвай Желание» Теннесси Уильямса — Стелла Ковальски
- 2003 — «Монологи вагины» Ив Энслер — безымянная роль
- 2004 — «Пенелопа и Дик» Сомерсета Моэма
- 2006 — «Тёмная птица» Дэвида Гаровера
- 2006 — «Вей, ветерок!» Я. Райниса — Байба
- 2007 — «Ивонна, принцесса Бургундская» — Витольда Гомбровича — Ивонна
- 2008 — «Трамвай Желание» Теннесси Уильямса — Бланш Дюбуа

### Фильмография
- 1991 — Свобода / Brīvība — Симона
- 1992 — Женщины / Sievietes — Инга
- 1995 — Гнездо
- 2001 — Хорошие руки / Labās rokas — Маргита
- 2004 — Наваждение — Ванда :: главная роль
- 2005 — Достало! / Kõrini — Сабрина
- 2005 — Архангел / Archangel
- 2005 — Порог высоты / Augstuma robeža
- 2007 — Горькое вино / Rūgtais vīns — Банюта
- 2007 — Не говори об этом / Nerunā par to — Беатрисе
- 2008 — Не зная цены / Neprāta cena
- 2010 — Наследие Рудольфа / Rūdolfa mantojums — Эмилия
- 2010 — Разум и инстинкты / Prāts vai instinkts
- 2012 — Гольфстрим под айсбергом